# ميكولا ليسينكو
ميكولا فيتاليوفيتش ليسينكو (بالأوكرانية: Микола Виталийович Лисенко؛ 22 مارس 1842 - 6 نوفمبر 1912) كان ملحناً وعازف بيانو وقائد فرقة موسيقية وعالمًا في موسيقى الشعوب من أوكرانيا في الفترة الرومانسية المتأخرة. اعتبر في عصره الشخصية المركزية للموسيقى الأوكرانية، مع أعمال تشمل الأوبرا والأغاني الفنية والأعمال الكورالية ومقطوعات الأوركسترا وموسيقى الحجرة ومجموعة واسعة من موسيقى البيانو المنفردة. غالباً ما يُنسب إليه الفضل في تأسيس أسلوب موسيقي وطني خلال النهضة الوطنية الأوكرانية، على غرار معاصريه مثل جريج في النرويج، والخمسة في روسيا [الإنجليزية]، بالإضافة إلى سميتنا ودفورجاك في ما يعرف اليوم بجمهورية التشيك.
تشكل مؤلفاته ما يعتبره الكثيرون الأساس الجوهري للموسيقى الأوكرانية من خلال دراسة الموسيقى الشعبية الأوكرانية والاستفادة منها، وتعزيز استخدام اللغة الأوكرانية، وفصل نفسه عن الثقافة الروسية. يتجلى هذا على نحو أفضل في أوبراه الملحمية تاراس بولبا من الرواية التي تحمل الاسم نفسه لنيكولاي غوغول، والتي حالت فيها الأمجاد والتعقيد والنص المكتوب باللغة الأوكرانية دون عرضها خلال حياة ليسينكو.
ألف ليسينكو أعمال العديد من الشعراء الأوكرانيين، لتعزيز الثقافة الأوكرانية وتنميتها، وخاصة أشعار تاراس شيفتشينكو، الذي كان مخلصاً على وجه الخصوص. أصبح إعداده الموسيقي لقصيدة أولكسندر كونيسكي الوطنية، المعروفة باسم «الصلاة من أجل أوكرانيا»، النشيد الروحي لأوكرانيا. كان لليسينكو تأثير عميق على الملحنين الأوكرانيين اللاحقين، بما في ذلك ستانيسلاف ليودكيفيتش، وألكسندر كوشيتز، وكيريلو ستيتسينكو، وياكيف ستيبوفي، والأهم من ذلك، ميكولا ليونتوفيتش.
يحمل اسمه مسابقة ميكولا ليسينكو الدولية للموسيقى ومدرسة ليسينكو للموسيقى، والتي أصبحت حالياً مسرح كييف الوطني آي كيه كاربينكو كاري، بجامعة السينما والتلفزيون. لا يزال ليسينكو مغمورًا نسبياً خارج وطنه على الرغم من شهرته الواسعة في أوكرانيا.

### استشهادات
1. 1 2  مشروع مكتبة الموسيقى الدولية | Mykola Lysenko، QID:Q523660
2. 1 2  Brockhaus Enzyklopädie | Nikolai Witaljewitsch Lyssenko (بالألمانية), OL:19088695W, QID:Q237227
3. 1 2 3 4 5 6 7 8 9 10  Roman Senkus (ed.), Internet Encyclopedia of Ukraine (بالإنجليزية), Canadian Institute of Ukrainian Studies, QID:Q87193076
4. ↑  "Лисенко". Музыкальный словарь Римана, 1901–1904 (بالروسية). 2: 766–767. 1900-е годы. QID:Q27776721. {{استشهاد بدورية محكمة}}: تحقق من التاريخ في: |publication-date= (help)
5. ↑  Большая советская энциклопедия: [в 30 т.] (بالروسية) (3rd ed.), Москва: Большая российская энциклопедия, 1969, Лысенко Николай Витальевич, OCLC:14476314, QID:Q17378135
6. ↑   https://www.findagrave.com/memorial/9596/mikola-lysenko. اطلع عليه بتاريخ 2022-03-03. {{استشهاد ويب}}: |url= بحاجة لعنوان (مساعدة) والوسيط |title= غير موجود أو فارغ (من ويكي بيانات) (مساعدة)
7. ↑   https://doi.org/10.1093/gmo/9781561592630.article.17272. اطلع عليه بتاريخ 2022-03-03. {{استشهاد ويب}}: |url= بحاجة لعنوان (مساعدة) والوسيط |title= غير موجود أو فارغ (من ويكي بيانات) (مساعدة)
8. ↑  "Лысенко, Николай Витальевич". Большая советская энциклопедия. Том 27, 1933 (بالروسية). 27. 1933. QID:Q126907981.
9. 1 2   https://www.ukrainianartsong.ca/composers-1-1-1. اطلع عليه بتاريخ 2022-03-03. {{استشهاد ويب}}: |url= بحاجة لعنوان (مساعدة) والوسيط |title= غير موجود أو فارغ (من ويكي بيانات) (مساعدة)
10. 1 2 3  "Лисенко". Музыкальный словарь Римана, 1901–1904 (بالروسية). 2: 766–767. 1900-е годы. QID:Q27776721. {{استشهاد بدورية محكمة}}: تحقق من التاريخ في: |publication-date= (help)
11. ↑  Н. С. (1896). "Лисенко, Николай Виталиевич". Энциклопедический словарь Брокгауза и Ефрона. Том XVIIа, 1896 (بالروسية). XVIIа: 736. QID:Q24460069.
12. ↑  Jennifer Spencer (2001). "Lysenko, Mykola Vytaliyovych". Grove Music Online (بالإنجليزية). DOI:10.1093/GMO/9781561592630.ARTICLE.17272. QID:Q113198237.
13. ↑  MusicBrainz (بالإنجليزية), MetaBrainz Foundation, QID:Q14005
14. ↑  Spencer 2001، § para. 1.
15. ↑  Turchyn 2006، § para. 1.
16. ↑  Baley & Hrytsa 2001، §2 "The 19th century".
17. ↑  Taruskin 2002، § para. 3.
18. ↑  Predota 2022، § para. 5.

## وصلات خارجية
- تآليف موسيقية ذات ملكية عامة بقلم ميكولا ليسينكو في مشروع مكتبة الموسيقى الدولية